# Liwa Sultan Osman
Le Liwa Sultan Osman (arabe : لواء السلطان عُثمَان, « La Brigade du sultan Osman ») est un groupe rebelle de la guerre civile syrienne.

## Histoire
Le Liwa Sultan Osman est fondé en 2017, après l'opération Bouclier de l'Euphrate. Le groupe est affilié à l'Armée syrienne libre et est constitué en majorité de Turkmènes de Syrie. Fin 2017, le groupe intègre l'Armée nationale syrienne. En 2018, le groupe prend part à la bataille d'Afrine.